# The Vanishing Race, and Other Poems
The Vanishing Race, and Other Poems – tomik wierszy amerykańskiej poetki Elli Rhoads Higginson, opublikowany w 1911 przez oficynę C.M. Shermana. Zbiorek został opatrzony dedykacją dla artysty fotografika Edwarda S. Curtisa: To/Mr. Edward S. Curtis/with homage for his art. Zawiera między innymi sonety, jak utwór tytułowy, Once More to Voyage to the Purple West, The Yellow Star of Love, The New West, The Opal-Sea, The Nights of Sorrow.